# 乌贝尔·马托斯

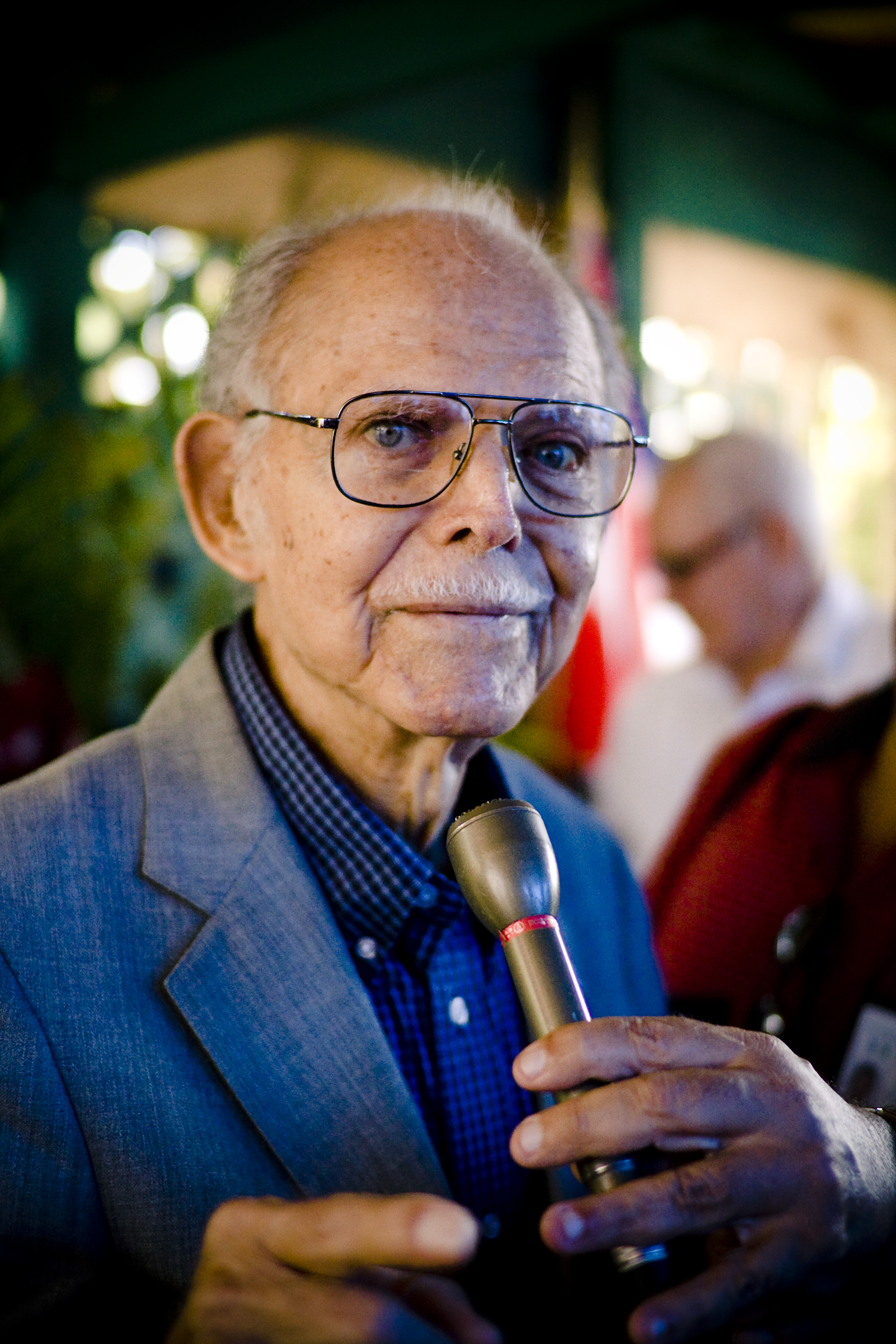
2009年的乌贝尔·马托斯

乌贝尔·马托斯（西班牙語：Huber Matos Benítez，1918年11月26日—2014年2月27日），出生于古巴亚拉，是一名古巴的政治活动家和作家。
古巴革命时期，他加入了菲德尔·卡斯特罗领导的七二六运动。1959年7月，他在卡马圭公开发表反共言论，由此与卡斯特罗出现政治分歧，同年10月被古巴革命政府以“叛国和骚乱”罪名逮捕，后判处20年监禁，1979年释放。
出狱后，他在美国和哥斯达黎加居住，并积极参与反对古巴政府的活动。2014年2月27日，他死于心脏病，享年95岁。